# Adonisea bimatris
Adonisea bimatris là một loài bướm đêm trong họ Noctuidae.